# Gilliards zanger
Gilliards zanger (Cincloramphus grosvenori synoniem: Megalurulus grosvenori) is een zangvogel uit de familie Locustellidae. De Nederlandse naam verwijst naar de Amerikaanse ornitholoog Ernest Thomas Gilliard die deze vogel in 1960 wetenschappelijk heeft beschreven.

## Verspreiding en leefgebied
Deze soort is endemisch in de bergen van Nieuw-Brittannië, een eiland in het noordoosten van Papoea-Nieuw-Guinea.

## Status
De grootte van de populatie wordt geschat op 250-1000 volwassen vogels, maar eigenlijk is dat een wilde gok omdat deze vogel na zijn ontdekking in 1959 nooit weer is waargenomen. Op de Rode lijst van de IUCN heeft deze soort de status kwetsbaar.